# Mayu Sekiya
Mayu Sekiya (jap. 関谷真由, Sekiya Mayu; * 25. Februar 1987, Präfektur Ehime) ist eine japanische Badmintonspielerin.

## Karriere
Mayu Sekiya wurde bei der Sommer-Universiade 2007 Neunte im Dameneinzel. Ein Jahr später gewann sie Silber im Damendoppel bei der Welthochschulmeisterschaft. 2011 wurde sie jeweils Zweite bei den Swedish International Stockholm und den Austrian International.